# محمودآباد سید
محمودآباد سادات(سید) روستایی در محمودآباد سید بخش زیدآباد شهرستان سیرجان استان کرمان ایران است.
این روستا از لحاظ فرهنگی و قدمتی دارای تاریخ و تمدن عظیمی است و دارای بازی و غذا و.. های محلی بسیار است.

## جمعیت
بر پایه سرشماری عمومی نفوس و مسکن در سال ۱۳۹۵ جمعیت این مکان ۴٬۸۲۲ نفر (۱٬۳۵۹خانوار) بوده‌است.